# Вагенар, Йохан
Йохан Вагенар (нидерл. Johan Wagenaar; 1 ноября 1862, Утрехт — 17 июля 1941, Гаага) — нидерландский композитор, органист и музыкальный педагог. Отец Бернарда Вагенара.

## Биография
Ученик Рихарда Хола, Виллема Петри и Самуэля де Ланге младшего, Вагенар также брал уроки в Берлине у Генриха фон Герцогенберга. В 1888 году он сменил своего учителя Хола в должности органиста Утрехтского кафедрального собора, затем начал преподавать в местной музыкальной школе (будущей Утрехтской консерватории), в 1904 г. возглавил её; в 1916 году он стал почётным доктором Утрехтского университета. В 1919—1937 годах Вагенар руководил Гаагской консерваторией. Среди учеников Вагенара, помимо его сына, были Петер Анрой, Виллем Пейпер и другие заметные нидерландские музыканты.
В композиторском творчестве Вагенара нашли отражение влияния Гектора Берлиоза и Рихарда Штрауса. Ему принадлежат опера «Венецианский купец» (нидерл. De koopman van Venetië; по комедии Шекспира), ряд симфонических увертюр («Сирано де Бержерак», ор. 23, 1905; «Укрощение строптивой», ор. 25, 1909; «Амфитрион», ор. 45, 1938), симфонических поэм («Саул и Давид», ор. 24, 1906), Симфониетта, вокально-симфоническая музыка, органная и хоровая музыка.

## Память
Именем Вагенара в 1961 г. названа улица (нидерл. Wagenaarlaan) в роттердамском районе Моленлаанквартир.